# Elkanah Billings

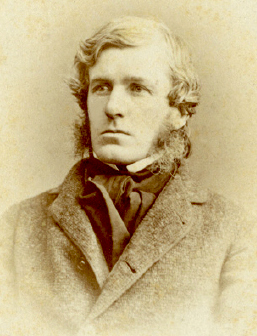
Elkanah Billings

Elkanah Billings (* 5. Mai 1820 in Gloucester (Ontario), heute Teil von Ottawa; † 14. Juni 1876 in Montreal) war ein kanadischer Paläontologe, der von Haus aus Anwalt und Journalist war.
Billings kam aus einer Familie von Landwirten und studierte ab 1839 Jura. 1844 wurde er als Anwalt zugelassen. Daneben war er Amateur-Geologe und -Paläontologe. Er arbeitete auch als Journalist. 1852 bis 1856 war er Herausgeber des Ottawa Citizen. 1854 erfolgte seine erste wissenschaftliche Veröffentlichung in der Paläontologie in der Zeitschrift des Canadian Institute in Toronto, dessen Mitglied er im selben Jahr wurde. 1856 gründete er die Zeitschrift Canadian Naturalist and Geologist, in der er auch zwanzig Jahre lang seine Arbeiten veröffentlichte (neben anderen wissenschaftlichen Zeitschriften wie dem American Journal of Science and Arts in New Haven und dem Geological Magazine in London). 1856 wandte sich dann ganz der Paläontologie zu als erster Paläontologe, der beim Geological Survey of Canada angestellt war. Dessen Direktor William Edmond Logan war durch dessen Aufsätze auf Billings aufmerksam geworden und holte ihn an den Geological Survey, der in Montreal saß.
Billings publizierte über 200 wissenschaftliche Arbeiten, auch zur Zoologie. In der Paläontologie publizierte er insbesondere zum Paläozoikum, und hier über alle bekannten Tierstämme. Er veröffentlichte aber auch über Fossilien aus der ganzen Erdgeschichte bis hin zum Mammut.
Er identifizierte über 1000 neue Arten und 61 Gattungen von Fossilien, darunter viele Trilobiten und zum Beispiel 1872 das erste dokumentierte Fossil der präkambrischen Ediacara-Fauna, Aspidella (Aspidella terranovica), gefunden von Alexander Murray (der es für ein mechanisches Relikt hielt wie der Bildung von Gasblasen) im Sandstein in St. John’s auf Neufundland und etwa 570 Millionen Jahre alt.
1858 wurde er Mitglied der Geological Society of London. Er erhielt Medaillen auf der Weltausstellung in London 1862 und in Paris 1867 und eine Auszeichnung der Natural History Society of Montreal.

## Schriften
- Abschnitte zur Paläontologie im Report des Geological Survey of Canada 1863, herausgegeben von William Edmond Logan (Geology of Canada)
- Palaeozoic Fossils, Band 1 (Containing descriptions and figures of new or little known species of organic remains from the Silurian rocks, 1861–1865). Dawson Brothers, Montreal. Geological Survey of Canada, Separate Report, 1865, Band 2, 1874
- Catalogues of the Silurian fossils of the Island of Anticosti, with descriptions of some new genera and species, Geological Survey of Canada, Montreal, London, New York, and Paris, 1866
- Sein vollständiges Publikationsverzeichnis ist in D. B. Dowling General index to the reports of progress, 1863 to 1884, Geological Survey of Canada, Ottawa, 1900